# Park So-youn
Park So-youn (Koreaans: 박소연; Naju, 24 oktober 1997) is een Zuid-Koreaans voormalig kunstschaatsster. Park nam in 2014 deel aan de Olympische Winterspelen in Sotsji, waar ze als eenentwintigste eindigde bij de vrouwen.

## Biografie
Park werd op 24 oktober 1997 geboren in de Zuid-Koreaanse stad Naju. Ze kreeg als kind balletlessen en begon, op advies van haar moeder, op achtjarige leeftijd met kunstschaatsen. De veertienjarige Park werd afgevaardigd naar de Olympische Jeugdwinterspelen 2012 in Innsbruck. Ze werd er vierde bij de meisjes en won de bronzen medaille met een gemengd landenteam (Park, Lyan en Elizabeth / Le Gac). Bij haar enige deelname aan de WK junioren (2013) eindigde ze op de twaalfde plaats.
Vanaf het seizoen 2013/14 kwam Park bij de senioren uit. Bij de Olympische Winterspelen 2014 werd ze eenentwintigste bij de vrouwen. Bij haar drie deelnames aan de Wereldkampioenschappen kunstschaatsen werd ze achtereenvolgens 9e (2014), 12e (2015) en 18e (2016). Dezelfde drie jaren werd ze bij het Viercontinentenkampioenschap achtereenvolgens 9e, 9e en 4e. In december 2016 brak Park tijdens een training haar linkerenkel, waardoor ze niet kon deelnemen aan de nationale kampioenschappen, de viercontinentenkampioenschappen en de Aziatische Winterspelen.
Park trainde in Seoel, de hoofdstad van Zuid-Korea. Kim Yu-na - zij werd in 2010 als eerste Zuid-Koreaanse kunstschaatsster olympisch kampioen - kwam af en toe naar de ijsbaan om de daar trainende kunstschaatssters tips te geven. Park maakte in juni 2019 bekend te stoppen als kunstschaatsster. Tegelijkertijd gaf ze aan dat ze zich had aangesloten bij het Cirque du Soleil.

## Persoonlijke records
Behaald tijdens ISU-wedstrijden. 
|                     | punten | datum      | toernooi             |
| ------------------- | ------ | ---------- | -------------------- |
| Hoogste totaalscore | 185.19 | 12-11-2016 | GP Trophée de France |
| Hoogste korte kür   | 064.89 | 11-11-2016 | GP Trophée de France |
| Hoogste lange kür   | 120.30 | 12-11-2016 | GP Trophée de France |

## Belangrijke resultaten
| Kampioenschap                | 08/09  | 09/10 | 10/11  | 11/12       | 12/13  | 13/14         | 14/15         | 15/16         | 16/17         | 17/18         | 18/19         |
| ---------------------------- | ------ | ----- | ------ | ----------- | ------ | ------------- | ------------- | ------------- | ------------- | ------------- | ------------- |
| Olympische Spelen            |        |       |        |             |        | 21e           |               |               |               |               |               |
| Wereldkampioenschap          |        |       |        |             |        | 9e            | 12e           | 18e           |               |               |               |
| Viercontinentenkampioenschap |        |       |        |             |        | 9e            | 9e            | 4e            | t.z.t.        | 11e           |               |
| Aziatische Spelen            |        |       |        |             |        |               |               |               | t.z.t.        |               |               |
| Nationaal kampioenschap      |        | Brons | Zilver | Zilver      | Zilver | Zilver        | Goud          | 5e            | t.z.t.        | 5e            | 4e            |
| Olympische Jeugdspelen       |        |       |        | 4e · (team) |        | geen deelname | geen deelname | geen deelname | geen deelname | geen deelname | geen deelname |
| WK junioren                  |        |       |        |             | 12e    | geen deelname | geen deelname | geen deelname | geen deelname | geen deelname | geen deelname |
| NK junioren                  | Zilver |       |        |             |        | geen deelname | geen deelname | geen deelname | geen deelname | geen deelname | geen deelname |

t.z.t. = trok zich terug